# Герб Утенського повіту

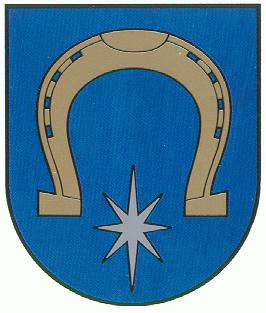
Герб Утени

Герб Ягеллонів

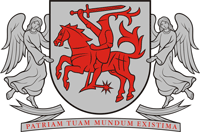
Герб Аукштайтії

Герб Утенського повіту (лит. Utenos apskritis herbas) — символ сучасного адміністративно-територіального утворення в Литовській республіці Утенського повіту. 

## Історія
Герб Утенського повіту затверджено Декретом президента Литви за № 38 від 16 серпня 2004 року.
Автор еталонного герба — художник Роландас Римкунас.

## Опис (блазон)
У червоному полі крокує срібний кінь, над ним ліворуч — золота восьмипроменева зірка; на синій облямівці — десять золотих литовських подвійних хрестів.

## Зміст
Кінь символізує місцеву традицію конярства. Різновид литовської Погоні в оберенених кольорах вважається також гербом історичного регіону Аукштайтія, до складу якого входив Утенський повіт. Також кінь уособлює свободу і щастя. Зірка походить з герба адміністративного центру повіту — міста Утена. Символізує відродження і знання. Червоний колір означає боротьбу за свободу.
Синя облямівка з десятьма ягеллонськими хрестами (хрестами з чотирма раменами) — загальний елемент для гербів повітів Литви. Ягеллонський хрест символізує Литву, число 10 вказує на кількість повітів, золото в синьому полі — традиційні кольори ягеллонського хреста.